# Dietrich Mack (Altphilologe)
Dietrich Mack (* 19. Februar 1913 in Braunschweig; † 11. August 2001 ebenda) war ein deutscher Oberstudiendirektor, Altphilologe und Epigraphiker.

## Leben
Mack wurde als Sohn des Historikers und Archivars Heinrich Mack geboren. Nach dem Abitur am Wilhelm-Gymnasium, an dem schon sein Vater bis 1895 als Lehrer tätig gewesen war, studierte er in Heidelberg und Kiel. Dort wurde er mit einer Dissertation über „Senatsreden und Volksreden bei Cicero“ zum Dr. phil. promoviert. In der Dissertation dankte er zwei Kieler Professoren, seinem Doktorvater Richard Harder sowie Erich Burck.
1936 bestand er das Staatsexamen für den Schuldienst und war als Studienreferendar am Wilhelm-Gymnasium sowie als Studienassessor an anderen Braunschweiger Gymnasien tätig. 1938 wurde er zur Wehrmacht eingezogen und im Zweiten Weltkrieg mehrfach verwundet, wobei er auch ein Auge verlor. Laut Nachruf des Wilhelm-Gymnasiums, verfasst von Kurt Selle, strebte er eine wissenschaftliche Laufbahn an der Reichsuniversität Straßburg an, die sich aber aufgrund der Kriegsereignisse nicht verwirklichen ließ.
Nach dem Krieg setzte Mack seine Lehrtätigkeit in Braunschweig fort und war 1951 Mitbegründer des Niedersächsischen Altphilologenverbandes. Von 1952 bis 1959 war er Leiter des Gymnasiums Johanneum Lüneburg, von 1959 bis 1978 des Braunschweiger Wilhelm-Gymnasiums. Mack starb 2001 in Braunschweig und wurde auf dem dortigen Hauptfriedhof bestattet.

## Wissenschaftliche Tätigkeit
Bereits seit 1947 hatte er sich mit genealogischen Forschungen in seiner Heimatstadt Braunschweig beschäftigt. Diese Forschungen, die auch lateinische Inschriften umfassten, setzte er verstärkt nach seiner Pensionierung fort. Sein Gesamtwerk umfasst rund 30 Veröffentlichungen.

## Ehrungen
- Ehrenmitgliedschaft des Niedersächsischen Altphilologenverbandes
- Bundesverdienstkreuz am Bande (1992)
- Bürgermedaille der Stadt Braunschweig (1997)

## Werke (Auswahl)
- Dietrich Mack (Hrsg.): Cicero: Reden gegen Verres. Auswahl. (= Westermann-Texte. Lateinische Reihe.) mit Einleitung und Erläuterung. 4. Aufl. Westermann, Braunschweig u. a. 1964.
- Dietrich Mack: Senatsreden und Volksreden bei Cicero. (= Kieler Arbeiten zur klassischen Philologie. Heft 2). Triltsch, Würzburg 1937, OCLC 10257631, neubearbeitete Fassung der Kieler Dissertation von Dezember 1935.
- Dietrich Mack: Mittelalterliche Inschriften der Stadt Braunschweig als historische Quelle. In: Abhandlungen der Braunschweigischen wissenschaftlichen Gesellschaft. Band 4. Vieweg & Sohn, Braunschweig 1952, OCLC 72234277.
- Dietrich Mack: Drei Patrizierhäuser in Braunschweigs Gördelingerstraße – ihre Inschriften im Wandel von drei Jahrhunderten. (= Arbeitsberichte aus dem Städtischen Museum Braunschweig, 40.)  Städt. Museum Braunschweig, Braunschweig 1982, OCLC 11161185.
- Dietrich Mack: Bildzyklen in der Brüdernkirche zu Braunschweig: (1596–1638). (= Stadtarchiv; Kleine Schriften.) Stadtarchiv Braunschweig, Braunschweig 1983, OCLC 46033476.
- Dietrich Mack: Braunschweiger Bürgergeschlechter im 16. und 17. Jahrhundert. Goltze, Göttingen 1985, (drei Bände, Teil 1: ISBN 3-88452-813-0; Teil 2: ISBN 3-88452-815-7; Teil 3: ISBN 3-88452-816-5).
- Dietrich Mack: Testamente der Stadt Braunschweig (1314–1411). (= Beiträge zu Genealogien Braunschweiger Familien. 3.) Goltze, Göttingen 1988/1989/1990, (drei Bände)
  - Teil 1: Adenstede bis Holtnicker. 1988, ISBN 3-88452-817-3; Teil 2: Dungelbeck bis Rike. 1989, ISBN 3-88452-818-1; Teil 3: Von dem Damme bis Witte. 1990, ISBN 3-88452-819-X.
- Aus meinem Leben: Erinnerungen aus den Jahren 1913 bis 1959. Braunschweig 1991, OCLC 551899222.
- Dietrich Mack: Testamente der Stadt Braunschweig – Altstadt (1412–1420). (= Beiträge zu Genealogien Braunschweiger Familien. 4.) Goltze, Göttingen 1994, ISBN 3-88452-823-8.
- Dietrich Mack: Testamente der Stadt Braunschweig – Altstadt (1421–1432). (= Beiträge zu Genealogien Braunschweiger Familien. 5.) Goltze, Göttingen 1995, ISBN 3-88452-824-6.

Nachbearbeitungen
- Andrea Boockmann: Die Inschriften der Stadt Braunschweig bis 1528. (= Deutsche Inschriften. Band 35.; Deutsche Inschriften. Göttinger Reihe, Band 5.) Reichert, Wiesbaden 1993, ISBN 3-88226-513-2.[2]